# Petit marché de Saint-Denis
Le petit marché de Saint-Denis est un marché de l'île de La Réunion, département et région d'outre-mer français dans le sud-ouest de l'océan Indien. Ce marché couvert est situé dans la partie basse de la rue du Maréchal-Leclerc, à la frange est du centre-ville de Saint-Denis, le chef-lieu.